# Гомбоєва Світлана Вадимівна
Світлана Вадимівна Гомбоєва (рос. Светлана Вадимовна Гомбоева, нар. 8 червня 1998) — російська лучниця, срібна призерка Олімпійських ігор 2020 року.

## Виступи на Олімпіадах
| Олімпіада  | Дисципліна        | Місце |
| ---------- | ----------------- | ----- |
| Токіо 2020 | командна першість | 2     |